# Żirajr Howhannisjan
Żirajr Howhannisjan (orm. Ժիրայր Հովհաննիսյան; ur. 11 lipca 1981 w Kirowakanie, Armeńska SRR) – ormiański zapaśnik walczący w stylu wolnym. Olimpijczyk z Aten 2004, gdzie zajął jedenaste miejsce w kategorii 66 kg.
Jedenasty na mistrzostwach świata w 2006 i 2007. Brązowy medalista mistrzostw Europy w 2009 roku.